# Курпсайська ГЕС
Курпсайська ГЕС — гідроелектростанція у Киргизстані. Знаходячись між Токтогульською ГЕС (вище по течії) та Ташкумирською ГЕС, входить до складу каскаду на річці Нарин, правій твірній Сирдар'ї (басейн Аральського моря).
У межах проєкту річку перекрили бетонною гравітаційною греблею висотою 113 метрів та довжиною 364 метри. Вона утримує витягнуте на 40 км водосховище з площею поверхні 12 км2 та об'ємом 370 млн м3 (корисний об'єм 35 млн м3).
Пригреблевий машинний зал обладнали чотирма турбінами типу Френсіс потужністю по 200 МВт, які використовують напір у 91,5 метра та забезпечують виробництво 2,63 млрд кВт·год електроенергії на рік.
Видача продукції відбувається по ЛЕП, розрахованим на роботу під напругою 220 кВ та 110 кВ.